# Método de câmaras e pilares
O método de câmaras e pilares também conhecido como método de suporte natural, é uma técnica de mineração que consiste na extração do minério através da criação de câmaras, deixando pilares de rocha intercaladas para sustentar o teto. É utilizado em depósitos onde o corpo de minério se apresenta pouco inclinado, de forma tabular e com espessura limitada.
O método de câmaras e pilares é aplicado em rochas duras, por exemplo: calcário, dolomita, metais (zinco, ouro, chumbo, cobre) e em rochas friáveis como: carvão, potássio e sal. O corpo de minério deve ser relativamente raso, para evitar o comprometimento de minério excessivo nos pilares, mas o método é suficientemente flexível para acomodar algumas variações locais de espessura da zona mineralizada, e variações do método podem acomodar um mergulho de corpo mineral de até cerca de 30º. 
As câmaras e os pilares são normalmente organizados em um padrão regular de grade para simplificar o planejamento, o projeto e a operação. Os pilares podem ser projetados com seções transversais circulares ou quadradas ou em forma de paredes alongadas que separam os ambientes. Para recuperar a quantidade máxima de minério, os mineradores pretendem deixar os menores pilares possíveis. 
Os minerais contidos nos pilares não costumam ser recuperáveis e, portanto, não estão incluídos nas reservas de minério da mina. Alternativamente, o minério do pilar pode ser recuperado de forma ordenada retirada de um painel de minas, o que induz o colapso do telhado imediato do vazio minado e desmoronamento dos estratos superincumbentes.